# Rastreamento de contatos
O rastreamento de contatos (do inglês: contact tracing) é, no contexto da epidemiologia, a detecção de todos os indivíduos que tiveram contatos com uma pessoa com uma determinada doença.
O objetivo da medida é conter o espalhamento de doenças infecciosas, ao colocar em quarentena não só os casos identificados, como os indivíduos com mais chance de desenvolverem também a doença.

## COVID-19
O rastreamento de contatos ganhou destaque no combate à COVID-19, mostrando-se uma ferramenta poderosa para controle do espalhamento do vírus.
Até meados de junho, com inspiração no sucesso da Nova Zelândia, vários países estavam em vias de aumentar a escala do rastreamento de contatos como medida de contenção.

## Tecnologia

#### Celulares
O rastreamento de contatos têm sido feito por via de telefones celulares, com aplicativos que registram por meio de bluetooth quando duas pessoas estão próximas.